# Gonomyia bicircularis
Gonomyia bicircularis là một loài ruồi trong họ Limoniidae. Chúng phân bố ở miền Australasia.